# Квандт, Христиан Фридрих
Христиан Фридрих Квандт (нем. Christian Friedrich Quandt; 17 сентября 1766, Хернхут — 30 января 1806, Ниски) — немецкий конструктор музыкальных инструментов.
По основной специальности врач: изучал медицину в Йене, в 1791 году защитил диссертацию «De vi nitri», затем практиковал в городе Ниски.
Квандт изобрёл новую конструкцию стеклянной гармоники, которую популяризировал в своих книгах «Опыт об Эоловой арфе» (нем. «Versuch über die Äolsharfe», 1795), «О гармонике и подобных инструментах» (нем. «Über Harmonica und ähnliche Instrumente», 1797) и др.